# Stenichneumon affinis
Stenichneumon affinis är en stekelart som först beskrevs av Kokujev 1927.  Stenichneumon affinis ingår i släktet Stenichneumon och familjen brokparasitsteklar. Inga underarter finns listade i Catalogue of Life.